# Guiorgui Melikichvili
Guiorgui Melikichvili (en géorgien : გიორგი მელიქიშვილი) (né le 30 décembre 1918 à Tbilissi - mort le 19 avril 2002 à Tbilissi) est un historien soviétique puis géorgien connu pour ses importants travaux sur l'histoire de la Géorgie, du Caucase et du Moyen-Orient. Il a gagné durant sa carrière une réputation internationale pour ses recherches sur l'Ourartou.

## Biographie
Guiorgui Melikichvili est né à Tbilissi et fut diplômé à l'âge de 21 ans, en 1939, de l'université d'État de Tbilissi. Il devient en 1954 président du Département de l'Histoire antique à l'Institut d'Histoire, Archéologie et Ethnographie de Géorgie, poste qu'il conservera jusqu'en 1988. Il présida de 1965 à 1999 ladite institut et resta son directeur honoraire jusqu'à sa mort. Melikichvili fut le premier historien soviétique à recevoir le Prix Lénine. Il fut également décoré du Prix d'Ivane Djavakhichvili et élu à l'Académie des Sciences géorgiennes.
Parmi ses travaux, on peut compter ses œuvres au sujet des connexions entre l'antique Géorgie et les mondes anatolien et mésopotamien et ses nombreuses études sur l'Ourartou. Son К истории древней Грузии (Sur l'histoire de l'antique Géorgie, 1959) reste jusqu'à ce jour une importante référence sur l'histoire ancienne de la Géorgie et des royaumes d'Ibérie et de Colchide. La plupart des essais de Melikichvili furent publiés au début des années 2000 dans la collection des Recherches sur l'Histoire ancienne de la Géorgie, du Caucase et du Proche-Orient (ძიებანი საქართველოს, კავკასიისა და ახლო აღმოსავლეთის ძველი ისტორიის დარგში).